# 阿尔德亚维耶哈德托尔梅斯
阿尔德亚维耶哈德托尔梅斯，是西班牙卡斯蒂利亚-莱昂萨拉曼卡省的一个市镇。 总面积13平方公里，总人口127人（2001年），人口密度10人/平方公里。